# Menandro
Menandro (Μένανδρος: (Atenas, ca. 342 a. C. - Atenas, ca. 292 a. C.) fue un comediógrafo griego: el máximo exponente de la llamada comedia nueva.

## Biografía
Hijo de una familia acomodada del demo de Cefisia, sus padres fueron Diopites y Hegéstrata, hermana esta del comediógrafo Alexis, y Menandro heredó bastantes bienes como para llevar una vida sin apuros. Nació en el arcontado de Sosígenes (342-341 a. C.). Fue amigo de juventud de Epicuro y de Zenón de Citio, y discípulo de su pariente el poeta Alexis de Turios y del filósofo Teofrasto, sucesor de Aristóteles en el Liceo y autor del tratado Caracteres (Ἠθικοὶ χαρακτῆρες), que probablemente influyó en su obra dramática, iniciada cuando aún era bastante joven, en torno al 322 a. C.
En cuanto a su aspecto físico, la historia nos ha legado casi cuarenta bustos (entre ellos, uno para el teatro de Dioniso en Atenas, obra de Cefisodoto el Joven y Timarco, hijos de Praxíteles, mencionado por Pausanias) y un retrato en mosaico de una casa de Mitilene, testimonios que nos descubren no solo su gran popularidad y distinguida apariencia, sino el detalle de un fuerte estrabismo.
Fue el máximo representante de la comedia nueva ateniense junto con Filemón de Siracusa (o de Solos (Cilicia), Dífilo, Apolodoro de Caristo y Posidipo de Casandrea, y escribió ciento cinco piezas, de las cuales una ha llegado a nuestros tiempos completa, Arisco (Dyskolos), y seis casi enteras, Arbitraje, Detestado, Escudo, Rapada, Samia y Sicionio (títulos originales, Epitrépontes, Misóumenos, Aspís, Perikeiroméne, Samía, Sicyonios), así como escenas sueltas de dieciocho. Del resto solo quedan fragmentos escogidos más o menos por su valor gnómico. 
Favorecido por el filósofo peripatético que gobernaba a la sazón en Atenas, Demetrio de Falero (317-307 a. C.), que fue obligado a retirarse a Alejandría, donde lo acogió Ptolomeo I Sóter, y Menandro cayó en desgracia con su sucesor Demetrio Poliorcetes, quien restauró la democracia y abrió procesos contra los amigos y colaboradores del ilustrado tirano; pero se libró gracias a la intercesión de unos parientes de Poliorcetes. Entró a gobernar entonces el violento y sacrílego tirano Lácares, tampoco favorable a Menandro, pero Demetrio de Falero recobró violentamente el poder el 294 a. C., asediando Atenas, poco antes del fallecimiento del comediógrafo.
Menandro vivió apartado con la hetera Glícera (Γλυκέρα) en El Pireo, en cuyo homenaje hizo que algunas de las heteras de sus piezas llevaran su nombre. Las comedias de Menandro fueron premiadas ocho veces (tres en las Leneas, cinco en las Dionisias), pero fue pospuesto, quizá por motivos políticos, al más antiguo Filemón, treinta años mayor, en el favor del público. Declinó la invitación de Ptolomeo I Sóter de instalarse en Alejandría, quizá instigada por su amigo Demetrio de Falero en el exilio, y falleció a los cincuenta y dos años (por más que el anónimo Perì komoidías / Sobre comedias afirme que fue a los cincuenta y siete), durante el arcontado de Filipo (293-292 a. C.), al parecer porque se ahogó mientras nadaba, hecho este que inspiró un epigrama a Calímaco. Su tumba, en el camino del Pireo a Atenas, era todavía visible en el siglo II d. C.

## Obra
El teatro de Menandro se caracteriza, como el de toda la comedia nueva, por la ambientación urbana, el tratamiento de temas cotidianos, el abandono de los temas heroicos y la desaparición del coro en escena, a la vez que la vivacidad de los diálogos. Sus comedias, en cinco actos y separadas por intermedios, están escritas en lengua antigua, y el verso que normalmente utiliza es el yámbico. Era muy hábil en la caracterización de los personajes, que son en su mayoría tipos populares, y muchos de ellos pasaron a ser arquetipos de vicios (el parásito, el avaro, el misántropo); dominó la trama y la verosimilitud, que cuidó especialmente a causa de su formación aristotélica (respeta las unidades de lugar y tiempo). El peripatético Linceo de Samos, contemporáneo del poeta, dedicó un ensayo a su teatro. Como herencia de la tragedia de Eurípides, utilizó la peripeteia o peripecia (es decir, la inversión de una situación) y la anagnórisis (reconocimiento). Los argumentos ya no proceden del mito, sino de la vida real: amoríos, conflictos generacionales entre padres e hijos, niños expósitos, muchachas violadas y un inevitable final feliz resuelto con una o varias bodas. En la complicación y resolución de la intriga, el azar desempeña un papel fundamental.
Escéptico en lo religioso, Menandro posee una concepción optimista de la naturaleza humana («¡Qué cosa tan agradable el hombre, cuando es hombre!»), por su fe en la solidaridad con el semejante (que se apropió luego el humanismo de Terencio, su equivalente en el teatro romano) y su creencia en que la virtud, por encima de las diferencias de raza o de estamento social, es patrimonio común del género humano. Puede tenerse por el más cabal formulador de los ideales del Humanismo.
Sus comedias fueron muy imitadas no solo por sus contemporáneos, sino por los autores latinos Publio Terencio y Tito Maccio Plauto y, a través de estos, su estilo pasó luego al teatro del Renacimiento europeo.
Se atribuyen a Menandro varias sentencias contenidas en la obra Comparación de Menandro y Filistión.

## Comedias

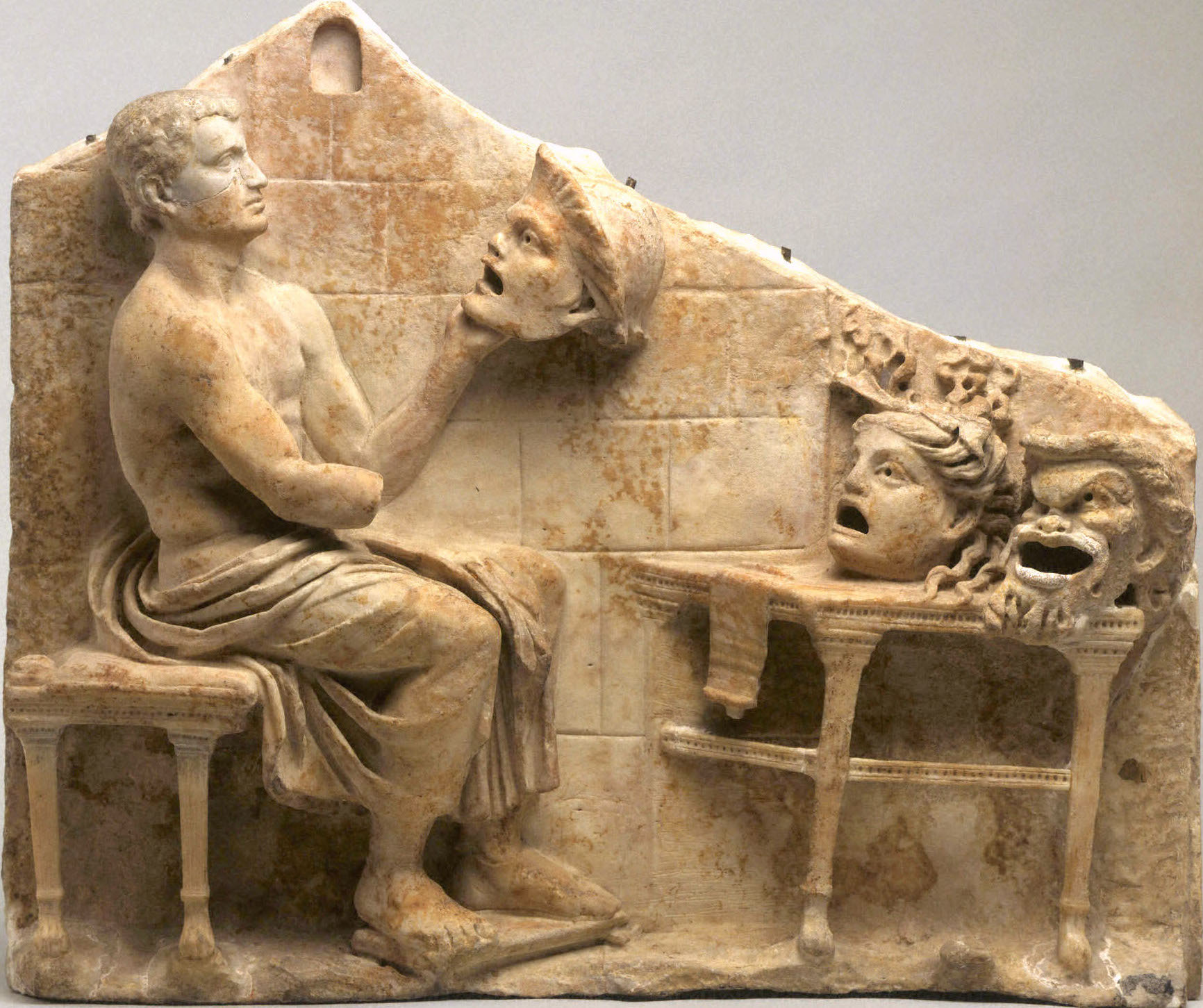
Relieve con un poeta sentado (Menandro) con máscaras de la comedia nueva,, Museo de Arte de la Universidad de Princeton

### Única obra que se conserva completa
- Dyskolos - Δύσκολος ("El Díscolo" o "El Misántropo")

### Obras más completas
- Aspís - Ασπίς ("El Escudo"; la mitad)
- Epitrepontes - Ἐπιτρέποντες ("El Arbitraje"; más de la mitad)
- Perikeiromene - Περικειρομένη ("La Trasquilada"; la mitad)
- Samía - Σαμία ("La Mujer de Samos"; cuatro de las cinco partes)
- Sikyonioi o Sikyonios - Σικυώνιοι o Σικυώνιος ("Los Sicionios" o "El Sicionio"; la mitad)